# Tim Winkler
Tim Legaard Duus Winkler (* 14. Februar 1986 in Esbjerg) ist ein ehemaliger dänischer Handballspieler.

## Karriere
Tim Winkler spielte in seiner Jugend für Sædding-Guldager Idrætsforening (SGI), Brabrand IF und TS 2000. Ab 2005 stand der 1,89 Meter große Handballtorwart bei Skjern Håndbold in der Håndboldligaen, der höchsten dänischen Spielklasse, zwischen den Pfosten. Mit Skjern nahm er am Europapokal der Pokalsieger  und am EHF-Pokal teil und spielte in der Saison 2013/14 im EHF Europa Pokal. Im Sommer 2014 schloss er sich dem Erstligisten HC Midtjylland an. Zur Saison 2017/18 wechselte er zum dänischen Erstligisten Ribe-Esbjerg HH. Ab dem Sommer 2020 stand er bei KIF Kolding unter Vertrag. Im Sommer 2023 kehrte er zu Skjern Håndbold zurück. Nach der Saison 2024/25 beendete er seine aktive Karriere und übernahm bei Ribe-Esbjerg HH den Posten des Torwarttrainers.
Winkler bestritt bisher acht Länderspiele für die dänische Nationalmannschaft, sein Debüt gab er am 20. März 2009 gegen die Ukraine.